# Caccobius longipennis
Caccobius longipennis là một loài bọ cánh cứng trong họ Bọ hung (Scarabaeidae).